# İlknur Bahadır
İlknur Bahadır (* 1972 in Izmir, Türkei) ist eine deutsche Schauspielerin.

## Leben
Bahadır studierte von 1992 bis 1994 Psychologie an der Johann Wolfgang Goethe-Universität Frankfurt am Main. Von 1994 bis 1998 studierte sie Schauspiel an der Otto-Falckenberg-Schule in München.
Von 1998 bis 2000 spielte sie unter anderem in drei Folgen der Fernsehserie Polizeiruf 110 mit. Ihr Kinodebüt gab Bahadır im Jahr 2002 in dem Thriller Tattoo. 2006 war sie in vier Folgen in der RTL-Serie Hinter Gittern – Der Frauenknast zu sehen. Sie spielte Theater in München und in Zürich, am Schillertheater NRW in Wuppertal, am Maxim Gorki Theater Berlin (2016), den Bühnen der Stadt Köln und am Staatstheater Hannover (2000–2011). Von 2007 bis 2011 war İlknur Bahadır festes Ensemblemitglied des Schauspiels Köln. 2005 führt sie bei den beiden Kurzfilmen Sugar und Frau Harp mag Fleisch Regie. 2019 war Ilknur Bahadir Gastdozentin für Schauspiel im Bachelor Theater der Zürcher Hochschule der Künste.
In der Spielzeit 2019/20 war sie als Gast an der Berliner Schaubühne am Lehniner Platz und am Theater Basel zu sehen.

## Filmografie
- 1996: Der Neffe (TV)
- 1998: Polizeiruf 110: Spurlos verschwunden (TV)
- 1999: Tatort: Kriegsspuren (TV)
- 1999: Ganz unten, ganz oben (TV)
- 1999: Polizeiruf 110: Kopfgeldjäger
- 2000: Schimanski muss leiden (TV)
- 2000: Polizeiruf 110: Verzeih mir (TV)
- 2002: Tattoo
- 2006: Hinter Gittern – Der Frauenknast (TV-Serie, vier Folgen)
- 2018: Asphaltgorillas, Regie: Detlev Buck